# Jinke Road
Jinke Road (金科路, Jīnkē Lù) is een station van de metro van Shanghai. Het station bedient het oosten van het Zhangjiang Hi-tech Park technologiepark en het Pudong Software Park.
Het metrostation werd geopend samen met de heropening van het station Zhangjiang Hi-Tech Park op 24 februari 2010, toen de lijn verder naar het oosten werd uitgebreid tot Guanglan Road. 
Het metrostation ligt onder Zuchongzhi Road, 100 meter ten oosten van de kruising met Jinke Road. Het station heeft vier uitgangen, een daarvan biedt directe toegang tot het Changtai Plaza winkelcentrum.
Langs lijn 2 ligt het Jinke Road station tussen het metrostation Zhangjiang Hi-Tech Park en Guanglan Road. Het duurt ongeveer 55 minuten met de metro tot East Xujing, het westelijke eindpunt, en ongeveer 35 minuten rijden naar Pudong International Airport, de oostkant. De trein rijdt van 5:33 tot 22:48 westwaarts en van 6:25 tot 23:40 oostwaarts. Op weekdagen verlaten treinen het station ongeveer om de 3 minuten en 30 seconden tijdens de piekuren en om de vier tot tien minuten tijdens niet-piekuren. De piekuren worden gedefinieerd van 7:30 tot 9:30 uur en van 17:00 tot 19:00 uur op maandag tot en met donderdag, evenals van 7:00 tot 9:00 uur en vrijdag van 12:50 tot 20:30 uur. In het weekend verlaten treinen de stations om de 4 minuten en 5 seconden van 8:00 tot 20:30 uur, en elke vijf tot tien minuten op andere tijden.
East Xujing · Station Shanghai Hongqiao · Hongqiao Airport Terminal 2 · Songhong Road · Beixinjing · Weining Road · Loushanguan Road · Zhongshan Park · Jiangsu Road · Jing'an Temple · West Nanjing Road · People's Square · East Nanjing Road · Lujiazui · Dongchang Road · Century Avenue · Shanghai Science & Technology Museum · Century Park · Longyang Road · Zhangjiang Hi-Tech Park · Jinke Road · Guanglan Road · Tangzhen · Middle Chuangxin Road · East Huaxia Road · Chuansha · Lingkong Road · Yuandong Avenue · Haitiansan Road · Pudong International Airport

Lijnen van de metro van Shanghai: 1 · 2 · 3 · 4 · 5 · 6 · 7 · 8 · 9 · 10 · 11 · 12 · 13 · 14 · 15 · 16 · 17 · 18 · Pujiang Line